# Kulturzentrum Mainz

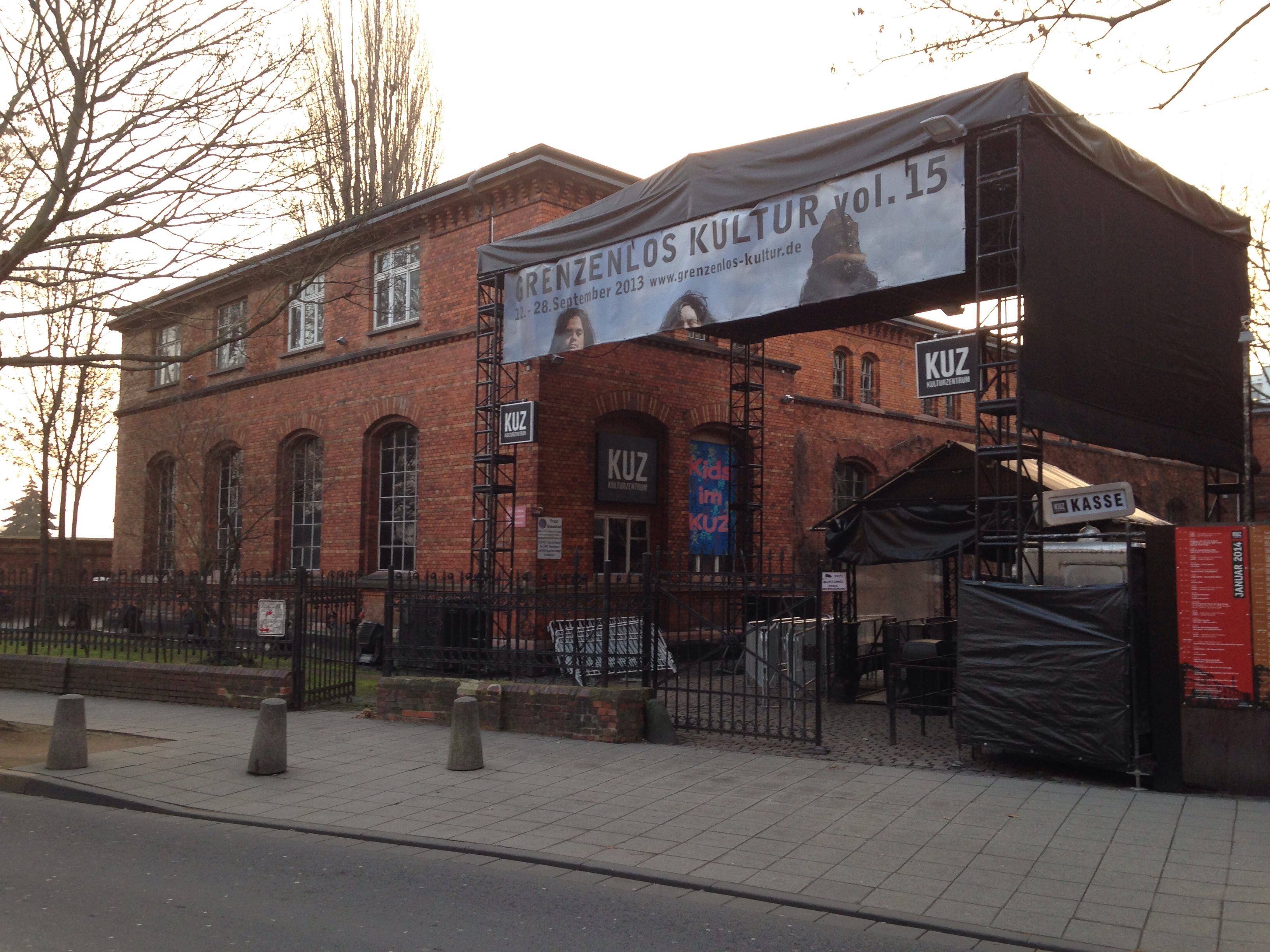
Kulturzentrum Mainz (2014)

Das Kulturzentrum Mainz (abgekürzt KUZ) ist eine 1981 gegründete Kultureinrichtung in Mainz. Das KUZ hat seinen Sitz in einem denkmalgeschützten Backsteingebäude aus dem 19. Jahrhundert und liegt in direkter Nähe zum Mainzer Winterhafen und zum Rhein. Zum Repertoire des KUZ gehören Musikkonzerte, Lesungen, Theateraufführungen, Mottopartys und Angebote für Kinder.

## Sitz
Das Kulturzentrum Mainz hat seit seiner Gründung 1981 seinen Sitz in der Dagobertstraße in der Mainzer Altstadt. Das rote Backsteingebäude, ein langgestreckter Klinkerbau mit Querflügel, wurde 1888 von dem Garnisons-Bauinspektor Reinmann als Garnisons-Waschanstalt für die in der Festung Mainz liegenden Garnisonssoldaten erbaut. Ab 1932 fand hier eine Industrielehrwerkstatt als eine der ersten überbetrieblichen Ausbildungsstätten in Mainz ihren Sitz. Heute ist das Gebäude als Industriedenkmal  klassifiziert und in der Liste der Kulturdenkmäler in Mainz-Altstadt eingetragen.

## Programm
Das KUZ bietet bzw. bot neben Einzelveranstaltungen auch ein festes Programm an verschiedenen Aktivitäten an. Jeden Freitag und Samstag fanden im KUZ Mottopartys statt, so zum Beispiel eine Perfect Beat-Party, Ü30-Partys oder Dark Awakening. Bei den Live-Konzerten kann das KUZ als renommierte Einrichtung mittlerweile eine prominente Gästeliste aufweisen. So traten hier beispielsweise bereits Die Ärzte, John McLaughlin, Chick Corea, Gilberto Gil oder Die Fantastischen Vier auf. Vom 1. Januar 2016 bis einschließlich 13. Dezember 2018 war das KUZ aufgrund notwendiger, umfangreicher Sanierungsmaßnahmen geschlossen. Bereits 2017 wurde Ulf Glasenhardt zum Kulturkoordinator und Leiter für das „neue“ KUZ berufen. Um das KUZ trotz Bauarbeiten lebendig zu halten, realisierte Glasenhardt mit seinem Team die Reihe „KUZ unterwegs“ und veranstaltete Kulturevents unter der KUZ-Marke in unterschiedlichsten Räumlichkeit und Clubs. Am 14. Dezember 2018 wurde das KUZ schließlich wiedereröffnet. Die bedeutendste Neuerung sind neben einem durchgehenden, modernen Schallschutz die Veranstaltungsräume. Im Untergeschoss konnte durch Zusammenlegung zweier einstiger Foyer-Bereiche eine neue bis 1000 Besucher fassende Konzerthalle, die sogenannte „Werkhalle“, errichtet werden. Gänzlich neu erschlossen wurde das Obergeschoss des denkmalgeschützten Gebäudes. Hier wurde ein zweiter, kleinerer Saal, der „Lehrsaal“, für 100 bis 200 Sitzplätze eingerichtet, welcher über eine umfangreiche, technische Ausstattung verfügt und seitdem für Theatervorstellungen, Lesungen sowie Kabarett- und Comedy-Programme genutzt wird. Die Konzerthalle und der Saal im Obergeschoss können parallel bespielt werden. Beide Bühnensäle wurden nach der Eröffnung am 14. Dezember 2018 im Rahmen einer großen Kulturwoche ihrer Bestimmung übergeben. Dabei eröffneten die „Werkhalle“ der Rapper Chefket, sowie die Bands The Notwist und Blumfeld, während der erste Abend im „Lehrsaal“ vom freien Theater Junge Bühne Mainz mit dem Schauspielprogramm „Junge Bühne Mainz: Gesammelte Werke“ gespielt wurde. Die Junge Bühne Mainz hat im KUZ seitdem eine weitere, zusätzliche Spielstätte gefunden.
Ein besonderer Schwerpunkt bei den Live-Auftritten hat sich beim KUZ-Sommer gebildet. Die Veranstaltung, die es seit 1991 gibt, gilt mittlerweile als World Music Festival mit Schwerpunkt auf brasilianischer Musik. Hier treten Musiker der brasilianischen, karibischen und kubanischen Musikszene wie Gilberto Gil, Celia Cruz oder Eliades Ochoa.
Für Kinder gibt es mit der Kids im KUZ-Reihe eine eigene Kindertheaterreihe. Bei der Veranstaltungsreihe Kreative Kids im KUZ werden spezielle Bastel- und Malkurse zur kreativen Förderung der Kinder angeboten.

## KUZ im Fernsehen
Mehrfach war das KUZ Kulisse für Fernsehserien verschiedener Fernsehsender und -anstalten. So übertrug das ZDF von 1987 bis 1996 die Live-Jugendsendung „Doppelpunkt“ aus dem KUZ. Der SWF sendete 1992 und 1993 die Sendung „Glaskasten“ ebenfalls live aus dem KUZ und produzierte dort die Jugendsendung „Na Und“. Seit 2002 sendet NBC GIGA von Montag bis Freitag das Regionalprogramm für Rheinland-Pfalz. Von 2010 bis 2014 wurde einmal im Monat die Comedy und Kabarettsendung „Spätschicht – Die Comedy Bühne“ des SWR Fernsehen live aus dem KUZ aufgezeichnet. Ebenso die Bücherbesprechungssendung SWR lesenswert.